# Aurora, Ohio
Aurora är en stad i Portage County i Ohio. Vid 2010 års folkräkning hade Aurora 15 548 invånare.

## Kända personer från Aurora
- Anne Heche, skådespelare